# Società Italiana di Psichiatria
La Società Italiana di Psichiatria (abbreviata anche in SIP) ha sede a Milano ed è affiliata all'Associazione Mondiale di Psichiatria. 
Riunisce quasi 8000 psichiatri italiani, prendendo decisioni riguardanti l'attività di salute mentale e gli indirizzi di formazione e di informazione. 
Organizza il congresso nazionale, oltre a convegni e corsi con riferimento alla professione psichiatrica.

## Storia
È nata come "Società Freniatrica Italiana" nel 1873, su impulso di Andrea Verga. 
Nel 1931-1932 ha adottato l'attuale denominazione, mentre i congressi nazionali annuali hanno avuto inizio già nel 1874.
L'attuale presidente è la Prof Liliana Dell’Osso.